# Luciano Figueroa
Luciano Gabriel »Lucho« Figueroa Herrera, argentinski nogometaš in trener, * 19. maj 1981, Santa Fé, Argentina.
Sodeloval je na nogometnemu delu poletnih olimpijskih iger leta 2004.